# کمپوم
کمپوم (به فرانسوی: Campôme) یک روستا در فرانسه است که در canton of Pyrénées catalanes واقع شده‌است. کمپوم ۵٫۲۶ کیلومتر مربع مساحت و ۱۱۷ نفر جمعیت دارد و ۵۵۰ متر بالاتر از سطح دریا واقع شده‌است.